# Oost-Cappel

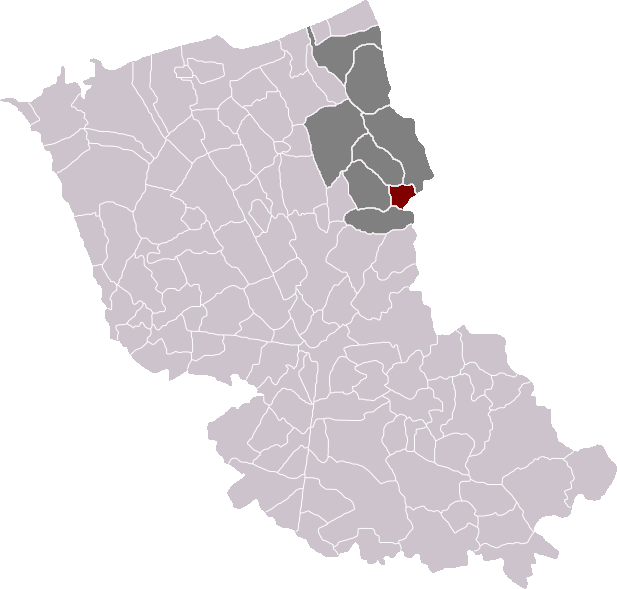
Localització d'Oost-Cappel

Oost-Cappel  (en neerlandès Oostkappel , en flamenc occidental Oost-Kapel ) és un municipi francès, situat a la regió dels Alts de França, al departament del Nord, que forma part de la Westhoek. L'any 2006 tenia 465 habitants. Limita al nord-oest amb Killem, al nord amb Hondschoote, a l'oest Rexpoëde, a l'est amb Alveringem i al sud amb Bambecque

## Demografia
| Evolució de la població |      |      |      |      |      |      |      |      |
| 1793                    | 1800 | 1806 | 1821 | 1831 | 1836 | 1841 | 1846 | 1851 |
| 351                     | 352  | 417  | 547  | 533  | 505  | 512  | 505  | 506  |

| 1856 | 1861 | 1866 | 1872 | 1876 | 1881 | 1886 | 1891 | 1896 |
| ---- | ---- | ---- | ---- | ---- | ---- | ---- | ---- | ---- |
| 519  | 479  | 458  | 425  | 422  | 404  | 417  | 400  | 392  |

| 1901 | 1906 | 1911 | 1921 | 1926 | 1931 | 1936 | 1946 | 1954 |
| ---- | ---- | ---- | ---- | ---- | ---- | ---- | ---- | ---- |
| 391  | 393  | 406  | 386  | 342  | 317  | 334  | 328  | 307  |

| 1962 | 1968 | 1975 | 1982 | 1990 | 1999 | 2006 | 2011 | 2016 |
| ---- | ---- | ---- | ---- | ---- | ---- | ---- | ---- | ---- |
| 386  | 342  | 311  | 379  | 406  | 391  | -    | -    | -    |

| 2019 | - | - | - | - | - | - | - | - |
| ---- | - | - | - | - | - | - | - | - |
| -    | - | - | - | - | - | - | - | - |

## Administració
| Període | Identitat     | Partit |
| ------- | ------------- | ------ |
| 2001-   | Régine Cadart | PS     |